# Ceratopogonide
Ceratopogonidele (Ceratopogonidae) este o familie de insecte diptere foarte mici, cele mai multe având 1-2 mm, puține specii fiind de 4-5 mm. Se asemănă cu țânțarii. Antena la masculul și femela este formată din 13 articole; la mascul adesea antena la bază este plumoasă. Adulții trăiesc de regulă pe flori și pe ierburi, mai ales în locuri umede. Adesea masculii zboară în roiuri. Femelele multor specii (Culicoides, Forcipomyia) sug sânge de la insecte sau de la vertebrate, atacînd și omul, producându-i o înțepătură dureroasă; altele (Dasyhelea) se hrănesc cu nectar.  Unele specii sunt prădătoare a altor insecte, iar altele (Atrichopogon, Forcipomyia) ectoparazite a insectelor mai mari.
Femelele depun ouăle în băltoace, mlaștini, vase cu apă, găuri în trunchiurile  de  arbori,  sau sub scoarța putredă  a  trunchiurilor. Larvele sunt acvatice sau terestre și pot fi găsite în zone umede, sub scoarță, lemn putred, mâl sau plante acvatice. Larvele au corpul vermiform, cu tegumentul neted și aproape transparent. Nimfele seamănă cu cele de culicide și au două tuburi respiratorii pe torace.